# Inès Minin
Pour les articles homonymes, voir Minine.
Inés Minin, née le 16 novembre 1980 à Paris dans le 19e arrondissement, est une militante sociale et syndicale française. Elle a été présidente de la Jeunesse ouvrière chrétienne (JOC) de 2005 à 2009 et est depuis 2014 membre de la commission exécutive de la CFDT.
Elle a grandi et vit toujours à Tremblay-en-France, en Seine-Saint-Denis. Sa mère, aide-soignante, et son père, tôlier-carrossier, sont tous les deux venus de Martinique pour travailler en métropole. Inès est l’aînée d’une famille de trois enfants.

## Parcours militant associatif
Inés Minin adhère à la Jeunesse ouvrière chrétienne à l’âge de 14 ans par le biais de sa paroisse. Elle y rencontre de nombreux jeunes, vivant comme elle en milieu populaire. Son action et la réflexion qu’elle mène au sein du mouvement l’ont construite en tant que « femme, citoyenne et chrétienne, actrice de la société ».
En 1998, elle obtient un baccalauréat STT, Action Commerciale. « Si je n’avais pas fait ce bac, je n’aurais sans doute pas été au bout du lycée. Il n’y avait pas grand-chose d’autre qui me branchait », raconte-t-elle. La même année, Inès devient responsable de la fédération JOC de Seine-Saint-Denis.
Dès la rentrée suivante, elle intègre un DUT Techniques de commercialisation, à Saint-Denis. Une fois le diplôme en poche, elle rejoint le marché du travail. Elle suit alors un contrat de qualification en tant qu’assistante commerciale au sein d’une entreprise gestionnaire de centres d’appels. Au bout d’un an, elle signe un contrat à durée indéterminée dans cette même entreprise.
En 2002, Inés Minin est élue déléguée régionale de la JOC pour l’Île-de-France par l’ensemble des responsables de sa région. La même année, elle entre à l’École supérieure de commerce et de gestion (ESCG). Sa formation en alternance est validée à l’été 2004. Deux mois plus tard, elle devient présidente du secteur Île-de-France de la JOC. En mai 2005, l’assemblée générale de l’association l’élit présidente nationale. Après quatre ans de présidence, Inés Minin passe le flambeau le 1er juin 2009 à Stéphane Haar.
Au travers de son rôle, la jeune femme entend porter la voix des jeunes des quartiers populaires. Comme les 10 000 autres adhérents de la JOC, elle croit que les jeunes sont capables de s’investir dans la société et de participer de manière active et solidaire au monde d’aujourd’hui. Parmi ses engagements, Inés est notamment membre de l’Appel des 93, collectif de promotion de la Seine-Saint-Denis.

## Engagement après la JOC
Inés Minin rejoint en 2009 le cabinet du haut commissaire Martin Hirsch, comme conseillère technique pour la jeunesse, où elle a travaillé notamment au développement du service civique jusqu'en 2010.
Elle a été également membre du Conseil des Semaines sociales de France.
Inés Minin devient en 2010 permanente chargée du développement chez les jeunes de la CFDT et est élue en 2014 à la commission exécutive de la CFDT comme secrétaire nationale et, entre autres, responsable Jeunes. Elle est réélue en 2018 lors du Congrès de Rennes de la CFDT,.